# Bilino Polje
Bilino Polje – stadion piłkarski w Zenicy, otwarty 4 października 1972. Domowy obiekt Čeliku Zenica, od 1996 r. mecze w roli gospodarza rozgrywa na nim również męska reprezentacja piłkarska Bośni i Hercegowiny. Ponadto, okazjonalnie występują na nim bośniackie kadry: w piłce nożnej kobiet oraz w rugby union mężczyzn. Od kilkunastu lat najnowocześniejszy, a zarazem jeden z największych stadionów w Bośni i Hercegowinie.
Obiekt zlokalizowany jest w ścisłym centrum Zenicy, nad rzeką Bośnią, w lewobrzeżnej części miasta.

## Historia
W latach 40. XX wieku w miejscu obecnego stadionu znajdowało się piaszczyste boisko z jedną drewnianą trybuną, na którym od momentu założenia klubu w czerwcu 1945 spotkania rozgrywali piłkarze miejscowego Čeliku. We wczesnych latach 50., ze względu na rosnącą popularność, zespół przeniósł się na pobliski stadion Blatuša z drewnianymi trybunami mogącymi pomieścić 15 600 osób. Niezłe wyniki osiągane przez drużynę, a zwłaszcza awans do jugosłowiańskiej ekstraklasy w sezonie 1967/68 spowodowały konieczność zbudowania większego obiektu. Na początku lat 70. podjęto decyzję o budowie nowego stadionu w miejscu pierwszego boiska na Bilinym Polju. Prace trwały zaledwie 8 miesięcy. Obiekt otwarto 4 października 1972 spotkaniem rewanżowym finałowego dwumeczu Pucharu Mitropa 1971/72 przeciwko Fiorentinie. Na mogących pomieścić ponad 30 000 widzów trybunach zebrało się około 33 000 kibiców (rekordowa frekwencja w historii stadionu), a Čelik wygrywając 1:0, po raz drugi z rzędu sięgnął po to trofeum. Kilka lat po wybudowaniu obiekt otrzymał tytuł najpiękniejszego stadionu w Jugosławii, a dwa spotkania rozegrała na nim reprezentacja tego kraju: 17 kwietnia 1974 – towarzyskie z ZSRR (przegrana 0:1), zaś 27 marca 1985 – eliminacyjne do Mistrzostw Świata 1986 przeciwko Luksemburgowi (zwycięstwo 1:0). 24 kwietnia 1996 po raz pierwszy wystąpiła tutaj reprezentacja Bośni i Hercegowiny, bezbramkowo remisując w towarzyskiej potyczce z Albanią. Był to drugi w historii oficjalny mecz seniorskiej kadry narodowej BiH, a zarazem pierwszy rozegrany w kraju (wcześniej „Zmajevi” wystąpili w Tiranie przeciwko Albanii). Pierwsze przebudowy obiektu na początku XXI wieku zmniejszyły pojemność trybun do około 18 000 miejsc, a kolejne – do 15 600 miejsc. Maksymalna pojemność trybun po ostatniej przebudowie wynosi 13 632 miejsc siedzących. W sierpniu 2012 r. pod płytą boiska zainstalowano system podgrzewania murawy. Na Bilinym Polju reprezentacja Bośni i Hercegowiny wywalczyła awans do Mistrzostw Świata 2014.
W ciągu ostatnich lat zdecydowaną większość oficjalnych spotkań międzypaństwowych reprezentacja Bośni i Hercegowiny rozgrywa właśnie na Bilinym Polju, zwłaszcza tych najważniejszych – eliminacyjnych do mistrzostw świata, bądź Europy oraz w Lidze Narodów. Niespełna 2 km od tego obiektu usytuowany jest ośrodek treningowy bośniackiej federacji piłkarskiej co sprawia, że to Bilino Polje, a nie największy w kraju Stadion Olimpijski Koševo im. Asima Ferhatovicia Hasego w Sarajewie jest uznawane za tamtejszy „stadion narodowy”. Również w opinii kibiców percepcja obserwowania meczów jest na Bilinym Polju zdecydowania lepsza, niż na obiekcie stołecznym. Wynika to przede wszystkim z faktu, że stadion w Zenicy – w przeciwieństwie do owalnego, piłkarsko-lekkoatletycznego Koševa – jest obiektem typowo piłkarskim, wybudowanym na planie prostokąta, z trybunami blisko boiska.